# HD 38765
HD 38765，又名BD+51 1117，SAO 25411、HR 2003，是一颗恒星，视星等为6.29，位于銀經160.87，銀緯12.26，其B1900.0坐标为赤經5h 42m 59.5s，赤緯+51° 12.26′ 2″。